# Marie Joseph Claude Henri René Courtot de Cissey
Marie Joseph Claude Henri René Courtot de Cissey (1862-1914) est un militaire et écrivain français.

## Biographie
Mort pour la France, à Nancy son nom figure parmi la liste des personnes citées au Panthéon de Paris.
Il donne son nom à la rue du Colonel Courtot-de-Cissey, à Nancy.

## Distinctions
- Officier de l'ordre d'Orange-Nassau
- Croix de guerre 1914-1918
- Chevalier de la Légion d'honneur

## Œuvres
- La Cavalerie dans le groupe d'armées, l'armée et le corps d'armée - 1914
- L'Artillerie aux manœuvres de la 26e division en 1912 - 1913
- Le Règlement sur l'instruction du tir de l'infanterie - 1912
- Le Règlement de l'infanterie, les manœuvres d'automne et l'arbitrage. Méthodes d'instruction et procédés de combat - 1912
- Un exercice sur la carte - 1911
- Étude tactique sur un cas concret - 1898
- Étude critique sur les opérations du XIVe corps allemand dans les Vosges et dans la haute vallée de la Saône - 1897
- Un nouveau Livre - 1897
- Guide de l'instructeur au service en campagne - 1893
- L'Instruction raisonnée dans l'infanterie - 1891
- Conseils à un jeune gradé - 1891